# 安化门站
安化门站位于中华人民共和国陕西省西安市雁塔区丈八东路与电子正街和电子南街交叉口，是西安地铁8号线的地铁车站。

## 车站结构
本站为地下二层岛式站台车站。
| 地面              | 出入口 | A-D出入口                                                                                         |
| 地下一层          | 站厅   | 客服中心、自动售票机、长安通自助机                                                                |
| 地下二层          | 站台   | \| \| \| █ 8号线内环（山门口） \| \| 島式 · 開左邊车门 \| \| \| \| \| \| █ 8号线外环（东仪路） \| |
|                   |        | █ 8号线内环（山门口）                                                                             |
| 島式 · 開左邊车门 |        |                                                                                                   |
|                   |        | █ 8号线外环（东仪路）                                                                             |

## 公共艺术
本站是8号线29座标准站之一，所处的南段以“夏之红”为装潢主题色。

## 出入口
本站设有4个出入口。
|            |                                                              |      |
| 编号       | 指示                                                         | 图片 |
| A          | 电子正街（西）、丈八东路（北）、电子六路、电子五路、安化门路 |      |
| B          | 丈八东路（南）、电子南街（西）、双桥路、双桥一巷             |      |
| C          | 丈八东路（南）、电子南街（东）、兵器工业五二一医院、东盛巷   |      |
| D          | 丈八东路（北）、电子正街（东）                               |      |
| 无障碍电梯 |                                                              |      |

## 历史
本站在建设时称作电子正街站，正式站名则定为安化门站，以唐长安城的安化门而得名。
- 2024年12月26日，车站随8号线通车启用[4]。